# Karlberg, Grönlund och Karlsborg
Karlberg, Grönlund och Karlsborg är en sammanväxt bebyggelse öster om Kjulaås i Eskilstuna kommun.  Den sammanväxta bebyggelsen klassades 2020 som en småort.